# Hypoxylaceae
Hypoxylaceae is een familie van schimmels uit de orde Xylariales.

## Taxonomie
De taxonomische indeling van de Hypoxylaceae is als volgt:
Familie: Hypoxylaceae
- Geslacht Alloanthostomella
- Geslacht Annulohypoxylon
- Geslacht Anthocanalis
- Geslacht Chlorostroma
- Geslacht Daldinia
- Geslacht Entonaema
- Geslacht Hypoxylon
- Geslacht Jackrogersella
- Geslacht Neoanthostomella
- Geslacht Phylacia
- Geslacht Pseudoanthostomella
- Geslacht Pyrenomyxa
- Geslacht Pyrenopolyporus
- Geslacht Rhopalostroma
- Geslacht Rostrohypoxylon
- Geslacht Ruwenzoria
- Geslacht Thamnomyces
- Geslacht Thuemenella